# بيرس ماسون باتلر
بيرس ماسون باتلر (بالإنجليزية: Pierce Mason Butler)‏ هو سياسي أمريكي، ولد في 11 أبريل 1798 في مقاطعة إيدجفيلد في الولايات المتحدة، وتوفي في 22 ديسمبر 1846 في المكسيك بسبب قتل في المعركة. حزبياً، نشط في الحزب الديمقراطي. وقد انتخب حاكم كارولينا الجنوبية ‏ (1 ديسمبر 1836 – 10 ديسمبر 1838).